# عناب الكبير
عناب الكبير قرية فلسطينية في محافظة الخليل ، تقع على بعد 22 كم جنوب غرب مدينة الخليل ، ويحدها من الشرق خربة أم القصب ومن الشمال بلدة الظاهرية ومن الغرب الرماضين ومن الجنوب قرية سومرة ، وهي ترتفع 586 عن سطح البحر ، ويدير القرية مجلس مشاريع تاسس عام 2002. 